# حلیمه عدن
حلیمه عدن (متولد ۱۹ سپتامبر ۱۹۹۷) یک مدل سومالیایی-آمریکایی است. او نخستین زن باحجاب است که در مراسم میس آمریکا در مینه سوتا، تا مرحله نیمه نهایی راه یافته‌است. پس از شرکت در این مراسم، حلیمه توجه‌های داخلی را به خود جذب کرد و به عنوان مدل آی‌ام‌جی شناخته شد. حلیمه طی اتفاقی غیرقابل منتظره به دنیای مد پشت کرد دلیل او برای اینکار لباس‌های نامتعارفی بود که از نظر خودش با اعتقادات مذهبی اش مطاقبت نداشت و پس بعد چهار سال فعالیت موفق از دنیای مد کناره کشید.

## اوایل زندگی و تحصیلات
عدن در اردوگاه پناهندگان در کنیا متولد شد و در سن شش سالگی به آمریکا نقل مکان کرد و در سنت ابر واقع در مینه سوتا مستقر شد. همکلاسی‌های حلیمه در دبیرستان آپولو برای بازگشت او به مدرسه خود رای دادند. او دانشجوی دانشگاه ایالتی سنت ابر است.

## فعالیت

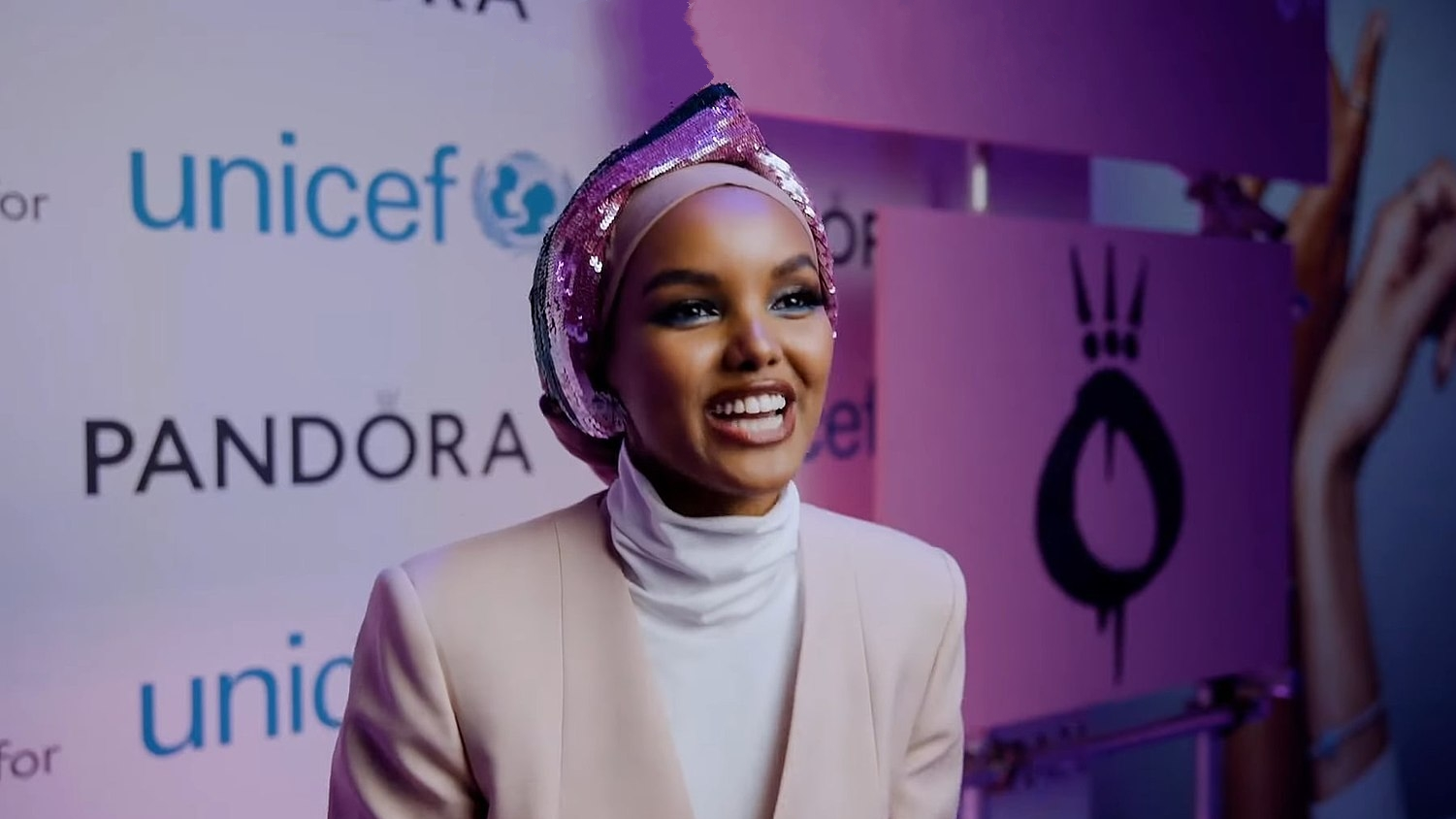
پاندورا روز جهانی زن را در حمایت از یونیسف در لندن جشن می‌گیرد.

در سال ۲۰۱۶، عدن پس از رقابت در مسابقات میس آمریکا در مینه سوتا، توجه رسانه‌های ملی را به خود جلب کرد و این اولین مسابقه ای بود که در آن یک زن حجاب شرکت داشت. سال بعد، عدن قرارداد سه ساله با مجددی را با آی‌ام‌جی امضا کرد. در فوریه سال ۲۰۱۷، او اولین هفتهٔ کاری خود را در هفته مد نیویورک برای ۵ فصل شروع کرد. او بعدها به عنوان کارشناس مقدماتی یک برنامه تلویزیونی برای مراسم میس آمریکا در سال ۲۰۱۷ به کار گرفته شد. او از آن زمان برای طراحان متعدد، از جمله مکس مارا وآلبرتا فرتی کار کرده‌است. او همچنین در هفته مد میلان و لندن در سال ۲۰۱۶، شرکت کرده‌است. عدن برای ایگل (آمریکا) و گلامور (بریتانیا) نیز کار کرده‌است و روی جلد CR Fashion Book
نیز بوده‌است. عدن اولین مدل با حجاب است که در راهروی مدلینگ قدم زده‌است و قراردادهایی با نمایندگی‌های بزرگ، امضا کرده‌است. در ماه ژوین ۲۰۱۷، عدن برای اولین بار بر روی مجله ووگ عربی، آلور و ووگ عربی (بریتانیا) رفت.
عدن در تبلیغ برندهای مختلف از جمله لوازم آرایش ریانا نیز حضور دارد.